# بوستان جنگلی یاس
بوستان جنگلی یاس فاطمی از بوستان‌های جنگلی شهر تهران است.
بوستان جنگلی یاس که در شمال شرق تهران قرار دارد به علت در حاشیه واقع شدن بوستان، آنرا شب‌ها زودتر تعطیل و تخلیه می‌کنند. این بوستان در دو قسمت شمالی (منطقه یک) و جنوبی (منطقه چهار) با وسعت ۱۴۰۰ هکتار بزرگ‌ترین بوستان جنگلی شهر تهران است.
زمین بوستان یاس، که از قبل درختان در آن کاشته شده بود مورد اختلاف بین ارتش و وزارت اطلاعات بود تا سرانجام به دستور رهبر ایران در دیداری که به مناسبت روز درختکاری در ۱۷ اسفندماه سال ۱۳۹۳ انجام شد این منطقه به شهرداری تهران واگذار شد تا به منظور استفاده عموم مردم از طبیعت زیبای آن آماده شود.
بوستان جنگلی یاس فاطمی در تاریخ ۱۳ فروردین ماه سال ۱۳۹۴ همزمان با سیزده به در یا روز طبیعت، پس از ساخت زیر ساخت‌های لازم، رسماً بر روی عموم گشوده شد.
علت نامگذاری این بوستان به نام یاس فاطمی همزمانی ایام فاطمیه با نوروز ۱۳۹۴ بود که پس از ایام فاطمیه این بوستان گشوده شد.
بیشتر مردم تهران این بوستان جنگلی را با نام بوستان یاس می شناسند.